# San Benedetto (Cagliari)
San Benedetto è un quartiere di Cagliari di 7 921 abitanti.

## Storia
Risalgono agli anni '30 le costruzioni che diedero vita al primo nucleo abitativo, nei pressi della piazza principale, ubicate in aperta campagna nella strada di collegamento (l'allora via Quartu) tra Cagliari e il vicino centro di Quartu Sant'Elena. Solo vent'anni più tardi, soprattutto grazie all'imponente necessità di abitazioni da parte dei cittadini che avevano perduto le loro durante la guerra, il quartiere fu protagonista, insieme ad altri rioni della stessa città, di una rapida espansione edilizia che lo vide crescere e occupare zone sino ad allora del tutto periferiche. Ultimata in pochi anni la costruzione dei palazzi, San Benedetto assunse, sulla pianta di Cagliari, l'attuale forma poligonale, con centro nell'omonima piazza e vertici corrispondenti ad altri punti centrali della città, più o meno giovani all'epoca: piazza Repubblica, piazza Garibaldi, piazza Dante (l'odierna piazza Giovanni XXIII) e piazza Palestrina (l'odierno largo Gennari).

## Luoghi d'interesse

### Architetture religiose
Il quartiere, come appare evidente, ha una denominazione collegata a fattori religiosi e in particolare alla chiesa di San Benedetto, luogo di culto attiguo al convento di suore dell'Opera Buon Pastore.
Fu questa la prima parrocchia del quartiere nascente e mantenne tale ruolo sino al 1957, anno coincidente con l'inaugurazione di una chiesa dalle maggiori dimensioni, rapportate a quelle del rione in continua espansione, intitolata a Santa Lucia e ubicata nella via Donizetti. Tale centro, oltre alla chiesa, ospita la casa parrocchiale, una casa famiglia, le aule per il catechismo e i campetti da pallavolo e calcio a 5. Santa Lucia rappresenta perciò un importante punto di aggregazione per giovani e adulti.
In piazza Giovanni XXIII si trova poi la chiesa di San Paolo, inaugurata negli anni 1950.

### Aree naturali
Anche questo quartiere contribuisce al primato di Cagliari, che da un rapporto Apat risulta, insieme a Verona, la città più verde d'Italia. La via Dante, una delle più lunghe dell'intera città, costeggia l'intero quartiere con tre file di alberi: due laterali e una centrale che separa le carreggiate. Ha a tutti gli effetti l'aspetto di un viale, ma la sua denominazione resta quella di "via" poiché all'origine era più breve e sprovvista di alberi, che furono aggiunti man mano che essa prendeva una sua forma e lunghezza. Ricche di verde anche le vie San Benedetto, Pacinotti, Paoli, Petrarca e Pergolesi, in aggiunta alle piazze Galilei, Michelangelo (ex piazza Pascoli), Palestrina e San Benedetto (la quale dai primi anni '50 diede anch'essa il suo ingente contributo al verde cittadino grazie ad una grande aiuola a forma circolare posta al centro e utile alla regolazione del traffico, ora (7/12/2011) ricostruita).

## Evoluzione demografica
Abitanti censiti

## Scuole
A San Benedetto sono presenti scuole elementari, medie e, in gran numero, asili nido e scuole materne. Nella via Rossini sorge un edificio adibito, anni addietro, a scuola superiore e sfruttato attualmente per diversi scopi e nella stessa strada è presente la circoscrizione numero 4 (ex numero 5) di San Benedetto.

## Servizi
Di notevole importanza, per la sua posizione,  l'ufficio postale numero 10 situato nella via dalla quale assume il nome l'intero quartiere e la clinica che si trova nella via Dante. Oltre ad essi si contano, specie nelle strade consacrate allo shopping (le vie Dante, Paoli e Pergolesi) un centinaio di negozi adibiti alla vendita di capi d'abbigliamento firmati, articoli per la casa, mercerie, bar, ristoranti, locali notturni, supermercati e rivendite di alimentari al dettaglio, insieme ai grandi magazzini Oviesse e COIN.

### Mercato civico

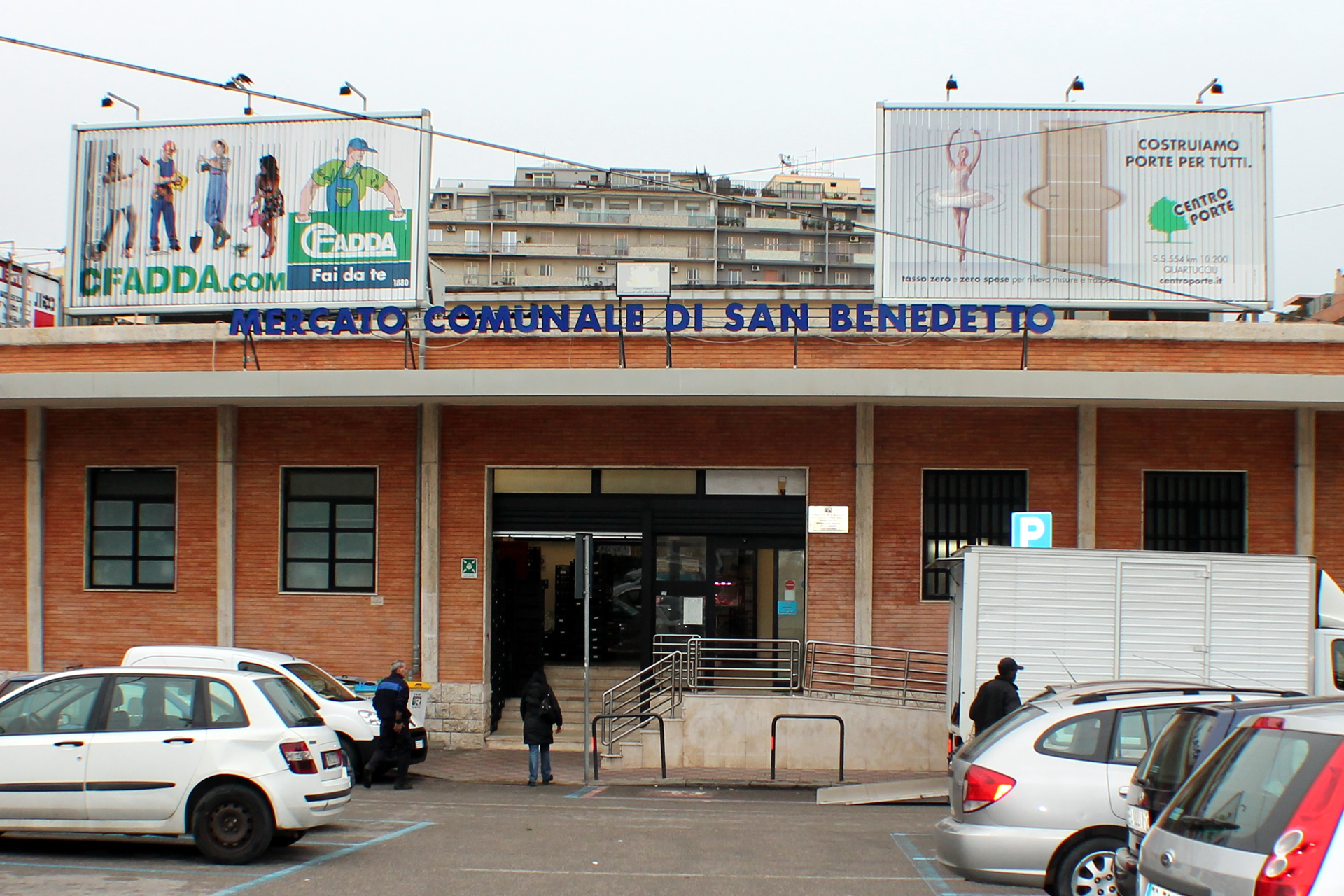
Il mercato civico San Benedetto

Famoso anche al di fuori dei confini nazionali (primato per estensione a livello europeo) e imponente per la sua stazza e per la posizione di dominio che occupa nel punto più alto del quartiere, il mercato di San Benedetto rappresenta forse il simbolo e il luogo più noto in riferimento al rione. La sua costruzione fu resa necessaria per la contemporanea demolizione del vecchio mercato civico situato nel largo Carlo Felice, nel quartiere della Marina. Esso fu inaugurato il 1º giugno 1957 e vanta una superficie di circa 8000 metri quadrati, distribuiti su due piani adibiti alla vendita, ciascuno, di diversi prodotti. Il piano terra offre svariate qualità di pesci, crostacei, molluschi e altri prodotti marini, mentre il primo piano propone carni, frutta, verdura, pane, salumi, formaggi e dolci tipici sardi. L'edificio esternamente è circondato da numerose bancarelle che si occupano del commercio di prodotti nettamente differenti da quelli reperibili al mercato, come capi d'abbigliamento, stoviglie e oggetti per la casa, piante e fiori. Per questi motivi le vie Cocco Ortu e Tiziano, che costeggiano tale luogo, sono rinomate per la loro caoticità, specie durante le ore mattutine, durante le quali il commercio è in piena attività al mercato.

## Trasporti

### Strade
Il quartiere vanta, tra le sue vie, alcune famose in tutta la città per i servizi particolari che offrono al pubblico:
- Via Dante, la più estesa in lunghezza (più di 1 chilometro) è ricca di negozi, alcuni divenuti storici ormai, incentrati soprattutto sulla vendita di abbigliamento più o meno costoso, giocattoli, profumi e cosmetici, gioielli, banche, parruccherie, paninoteche e bar aperti anche sino a notte inoltrata. Di notevole importanza la clinica "Villa Elena", situata quasi al termine della via e famosa soprattutto per il suo reparto natività.
- Via Paoli, seppur con minor estensione, presenta una tipologia simile alla strada precedente e vanta ben due profumerie e, insieme ai negozi d'abbigliamento, quelli dedicati alla vendita di articoli da disegno e pittura e per la telefonia.
- Via Pergolesi ha un aspetto simile alla via Paoli, risulta però più ampia in larghezza. I suoi negozi esposti sulla strada, alternati più di frequente con portoni di abitazioni, sono specializzati nella vendita di abbigliamento femminile e per bambini di altà qualità, insieme a quelli dedicati ai generi alimentari o ai cosmetici.
- Via San Benedetto è la strada storica del quartiere, la prima ad aver preso forma laddove si trovava esclusivamente campagna. Qui sorgevano convento e chiesa e, intorno ad essi, si svilupparono abitazioni e negozi di vario genere, soprattutto fast food, bar e pizzerie da asporto. Per la sua importanza nel collegamento tra le città di Cagliari e Quartu Sant'Elena, tale via veniva ricordata dalla gente in passato col nome di via Quartu. Lo stesso discorso non si può affrontare per le restanti strade del quartiere, poiché nate in un'epoca moderna senza ricalcare precedenti sentieri di collegamento con rispettive denominazioni.

### Mobilità urbana
È attraversato dai mezzi di trasporto pubblici CTM (autobus delle linee 1, 3, 6, 29, M; filobus numero 30 e 31 e navetta CEP-Mercato San Benedetto), ARST e da autobus di altre aziende, i quali sfruttano la posizione strategica del quartiere come collegamento tra Cagliari e alcuni comuni dell'hinterland, in primis quello di Quartu Sant'Elena. In origine, invece, nella piazza San Benedetto transitava uno dei tram cittadini che viaggiava su binari ormai eliminati perché inutilizzati col tempo. Lo stesso mezzo di trasporto, anni addietro, limitava la sua tratta all'adiacente via Paoli, poiché evidentemente non si riscontrava il bisogno primario di raggiungere una zona all'epoca quasi deserta. Attraverso il quartiere si estende parte della rete che collega Cagliari col comune di Monserrato tramite la linea 1 della Rete tranviaria di Cagliari, di cui è presente in esso la stazione terminale, situata in piazza Repubblica, oltre alla fermata Gennari e agli incroci tra auto e tram, regolati da semafori, nella via Puccini e nel largo Gennari